# SABMiller
SABMiller (South African Breweries – Miller) е вторият по големина производител на бира в света след InBev.
Компанията е образувана през 2002 г. след сливането на South African Breweries и Miller Brewing. Седалището ѝ е в Лондон.
Основните ѝ пазари са в Африка, Северна Америка и Източна Европа. Най-продаваните марки на SABMiller са Castle, Miller Genuine Draft, Pilsner Urquell, Ursus.